# Lista latarni morskich na Malcie
To jest lista latarni morskich na Malcie.

## Latarnie morskie
| Nazwa                              | Zdjęcie | Położenie współrzędne                                                | Rok budowy | Wysokość wieży | Ogniskowa | Uwagi                                                |
| ---------------------------------- | ------- | -------------------------------------------------------------------- | ---------- | -------------- | --------- | ---------------------------------------------------- |
| Delimara Lighthouse                |         | Marsaxlokk, Malta 35°49′19,2″N 14°33′31,9″E/35,822000 14,558850      | 1854       | 22 m           | 46 m      | Aktualnie nieaktywna, w renowacji                    |
| Delimara Lighthouse (nowa)         |         | Marsaxlokk, Malta 35°49′19,2″N 14°33′31,9″E/35,822000 14,558850      | 1990       | 18 m           | 35 m      | Latarnia nowoczesna, zbudowana by zastąpić zabytkową |
| Latarnia Fort St. Elmo             |         | Fort Saint Elmo, Malta 35°54′07,7″N 14°31′07,8″E/35,902148 14,518821 | 1976       | 10 m           | 49 m      | Wieża szkieletowa ponad fortem                       |
| Giordan Lighthouse                 |         | Għasri, Gozo 36°04′19,9″N 14°13′06,2″E/36,072200 14,218400           | 1853       | 22 m           | 180 m     |                                                      |
| Latarnia morska Ricasoli Falochron |         | Grand Harbour, Malta 35°53′57,6″N 14°31′22,8″E/35,899334 14,522998   | 1908       | 9 m            | 11 m      | Kamienna wieża z czerwoną laterną                    |
| Latarnia morska St. Elmo Falochron |         | Grand Harbour, Malta 35°54′09,5″N 14°31′31,7″E/35,902643 14,525468   | 1908       | 14 m           | 16 m      | Kamienna wieża z zieloną laterną                     |
| Latarnia Mġarr Falochron główny    |         | Mġarr, Gozo 36°01′29,9″N 14°18′07,1″E/36,024980 14,301960            | 1970.      | 5 m            | 8 m       | Stożkowata wieża w białe i czerwone poziome pasy     |
| Latarnia Mġarr Falochron północny  |         | Mġarr, Gozo 36°01′33,6″N 14°18′07,0″E/36,025990 14,301940            | 1970.      | 5 m            | 7 m       | Stożkowata wieża w białe i zielone poziome pasy      |
| Latarnia morska Portomaso          |         | St. Julian’s, Malta 35°55′17,8″N 14°29′41,3″E/35,921604 14,494808    | 1990.      | 6 m            | 8 m       | Współczesny projekt, część nowej mariny              |